# ماریاکمند
ماریاکمند (به مجاری:  Máriakéménd) یک منطقهٔ مسکونی در مجارستان است که در ناحیه بوی واقع شده‌است.